# Stimmhafter retroflexer Frikativ
Der stimmhafte retroflexe Frikativ (ein stimmhafter, mit zurückgebogener Zunge gebildeter Reibelaut) hat in verschiedenen Sprachen folgende lautliche und orthographische Realisierungen:
- Chinesisch: r, z. B. ren, „Person“ [ʐən]
- Paschtu: ږ,  z. B. ږمنځ, „Kamm“ [ʐm̩əŋd͡z]
- Polnisch ż, z. B. żaba, „Frosch“ [ˈʐa.ba] oder [ˈʒa.ba]